# Джейсън Шуорцман
Джейсън Франческо Шуорцман (на английски: Jason Francesco Schwartzman) е американски актьор.

## Биография
Роден е на 26 юни 1980 година в Лос Анджелис в семейството на кинопродуцента Джак Шуорцман и актрисата Талия Шайър. Започва да се снима в киното от края на 90-те години, като най-известните му роли са във филми на Уес Андерсън като „Колежът „Ръшмор“ („Rushmore“, 1998), „Дарджийлинг ООД“ („The Darjeeling Limited“, 2007), „Гранд хотел „Будапеща“ („The Grand Budapest Hotel“, 2014).

## Избрана филмография
- „Колежът „Ръшмор“ („Rushmore“, 1998) като Макс Фишер
- „Дарджийлинг ООД“ („The Darjeeling Limited“, 2007) като Джак
- „Скот Пилгрим срещу света“ („Scott Pilgrim vs. the World“, 2010) като Гидиън Грейвс
- „Гранд хотел „Будапеща“ („The Grand Budapest Hotel“, 2014) като М. Жан
- „Френският бюлетин на Либърти, Канзас Ивнинг Сън“ („The French Dispatch of the Liberty, Kansas Evening Sun“, 2021) като Хермес Джоунс